# Heilig Kreuz (Falkenstein/Vogtl.)

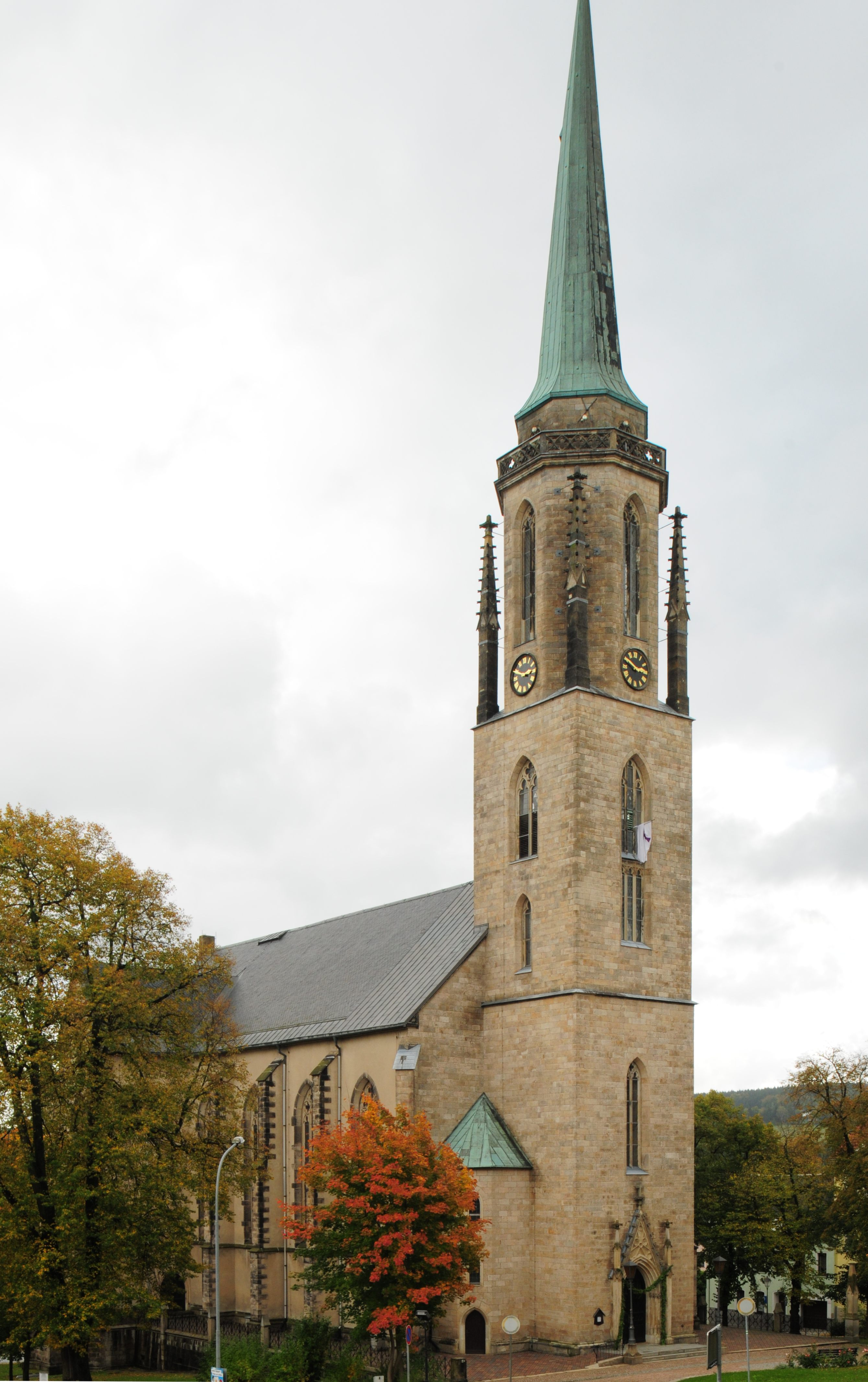
Heilig Kreuz in Falkenstein

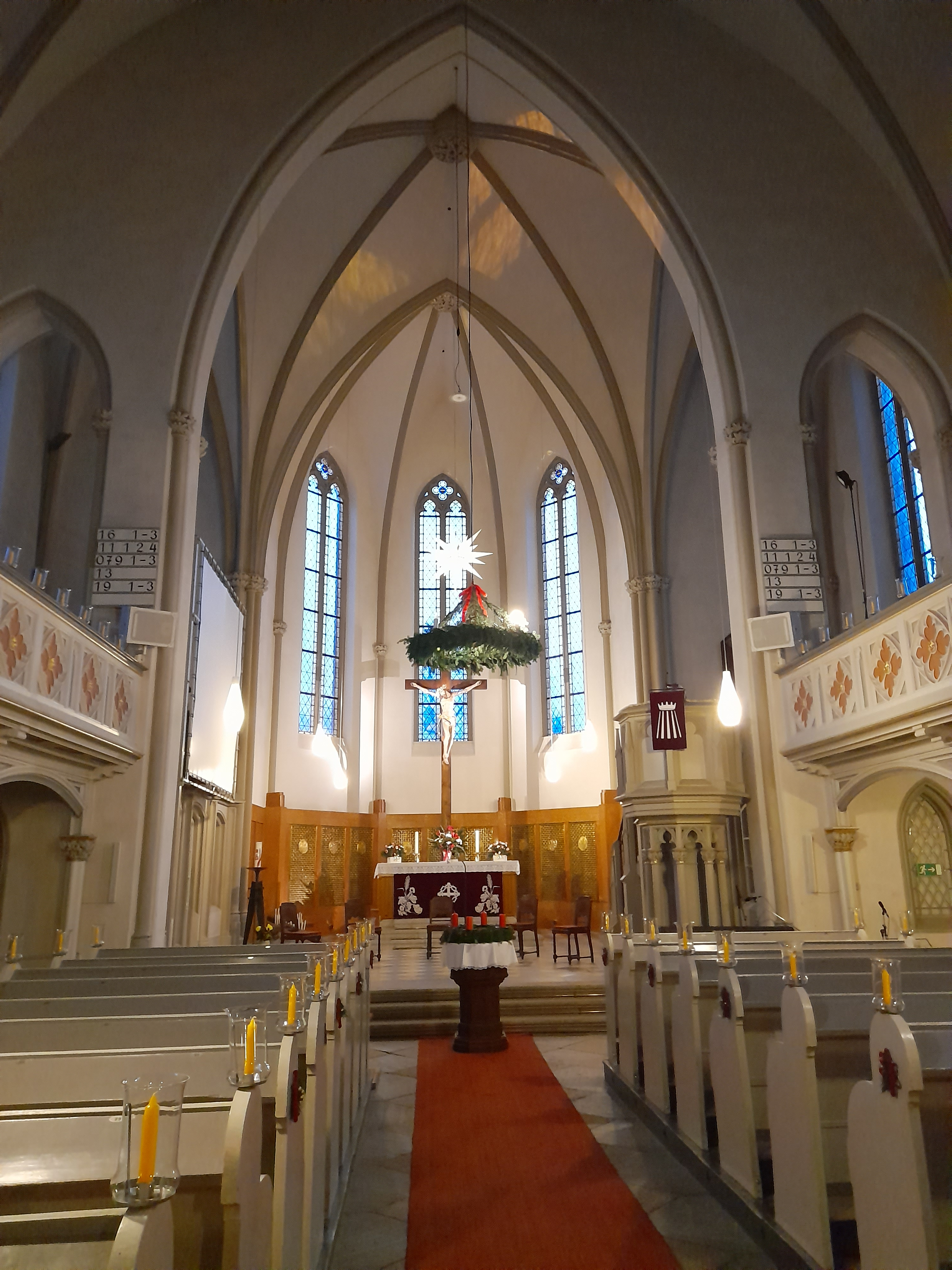
Altarraum

Die evangelische Kirche Heilig Kreuz ist eine neugotische Saalkirche in Falkenstein/Vogtl. im Vogtlandkreis in Sachsen. Sie gehört zur Kirchengemeinde Falkenstein-Grünbach im Kirchenbezirk Vogtland der Evangelisch-Lutherischen Landeskirche Sachsens.

## Geschichte und Architektur
Nach Vernichtung des im Jahr 1362 erstmals erwähnten Vorgängerbauwerks beim Stadtbrand im Jahr 1859 wurde das Bauwerk in den Jahren 1865/69 als kreuzförmige Kirche nach Plänen von Christian Friedrich Arnold wiederaufgebaut. Restaurierungen erfolgten im Jahr 1907, im Jahr 1966 durch Johannes Höra und Maler Helmar Helas im Innern, im Jahr 1972 außen, in den Jahren 1978/79 innen und 1983.
Das Bauwerk ist ein Hausteinbau mit eingezogenem Chor und polygonaler Apsis. Der dominierende, 72 m hohe Westturm ist über quadratischem Grundriss erbaut und wird von einem oktogonalen Glockengeschoss mit Spitzhelm und Fialen bekrönt.
Der Innenraum ist mit Kreuzrippengewölben geschlossen und wird von eingeschossigen Emporen an drei Seiten umgeben; dadurch sind auch die Querhäuser abgetrennt. Stilistisch ist die Kirche durch die schlichte, an die hochgotische Architektur angelehnte Gestaltung charakterisiert, die gleichwohl ihre späte Entstehungszeit nicht verleugnet.

## Ausstattung
Die Ausstattung stammt aus der Bauzeit. Im Chor befindet sich ein lebensgroßer, gefasster Kruzifixus aus dem Jahr 1680. Von dem im Jahr 1978 verbrannten Altar ist ein Ölgemälde mit der Darstellung der Kreuzigung Christi von Christian Friedrich Gonne aus den Jahren 1968/69 erhalten. Aus dem Vorgängerbauwerk stammen ein Bornkinnel, ein Taufbecken und ein Taufengel mit siebenarmigem Leuchterbaum, die im Heimatmuseum aufbewahrt werden.
Die Orgel ist ein Werk von Urban Kreutzbach aus dem Jahr 1869, das durch Jehmlich im Jahr 1970 umgebaut wurde, mit heute 38 Registern auf zwei Manualen und Pedal. Die Disposition lautet:
| I. Manual C–e3 |        |      |
| Principal      | 16′    |      |
| Principal      | 8′     |      |
| Hohlflöte      | 8′     |      |
| Gemshorn       | 8′     |      |
| Viola da Gamba | 8′     |      |
| Rohrflöte      | 8′     |      |
| Oktave         | 4′     |      |
| Spitzflöte     | 4′     |      |
| Quinte         | 2 ⁄3′  |      |
| Oktave         | 2′     |      |
| Terz           | 1 3⁄5′ |      |
| Flageolet      | 1′     |      |
| Cornett IV     |        |      |
| Mixtur IV      |        |      |
| Cymbel III     |        |      |
| Trompete       | 8′     | 1894 |

| II. Manual C–e3  |       |      |
| Lieblich Gedeckt | 16′   |      |
| Principal        | 8′    |      |
| Flauto Amabile   | 8′    |      |
| Quintatön        | 8′    |      |
| Gedackt          | 8′    |      |
| Salicional       | 8′    |      |
| Aeoline          | 8′    | 1894 |
| Viola            | 4′    |      |
| Rohrflöte        | 4′    |      |
| Nasard           | 2 ⁄3′ |      |
| Oktave           | 2′    |      |
| Quinte           | 1 ⁄2′ |      |
| Mixtur           | III   |      |

| Pedal C–e1  |         |      |
| Principal   | 16′     |      |
| Violonbaß   | 16′     |      |
| Subbaß      | 16′     |      |
| Quintbaß    | 10 2⁄3′ |      |
| Octavbaß    | 8′      |      |
| Violoncello | 8′      |      |
| Posaune     | 32′     |      |
| Posaune     | 16′     |      |
| Trompete    | 8′      | 1894 |

- Koppeln: II/I, I/P
- Nebenregister: Pianopedal, Kalkantenglocke

## Umgebung
Gegenüber der Kirche liegt der Burgfelsen mit geringfügigen Resten der um 1200 gegründeten Burganlage von Falkenstein.